# Ryan Zimmerman
Ryan Wallace Zimmerman (Washington, Carolina del Norte, 28 de septiembre de 1984), más conocido como Ryan Zimmerman, es un exjugador profesional estadounidense de béisbol que se desempeñó en la posición de tercera base en las Grandes Ligas de Béisbol (MLB). Logró obtener un Guante de Oro.

## Carrera
Zimmerman jugó como profesional 16 temporadas en Washington Nationals (2005-2019, 2021), equipo en el que se retiró.

## Premios
Fue galardonado con el Guante de Oro en una oportunidad (2009).